# Bercy 91 (album)
Albums de Michel Sardou
Le Privilège Le Bac G
Bercy 91 est le dixième album live de Michel Sardou enregistré le 26 janvier 1991 lors de son deuxième passage à Bercy.

## Titres
| 1.  | Marie-Jeanne                                 |  |
| 2.  | L’Award                                      |  |
| 3.  | J'accuse                                     |  |
| 4.  | Les Villes de solitude                       |  |
| 5.  | En chantant                                  |  |
| 6.  | La Maladie d'amour                           |  |
| 7.  | Parce que c’était lui, parce que c’était moi |  |
| 8.  | Une fille aux yeux clairs                    |  |
| 9.  | Comme d'habitude                             |  |
| 10. | Les Vieux Mariés                             |  |
| 11. | Le France                                    |  |
| 12. | Les Yeux d’un animal                         |  |
| 13. | L’Autre Femme                                |  |

| 1.  | Les Ricains                    |  |
| 2.  | Minuit moins dix               |  |
| 3.  | Je vais t'aimer                |  |
| 4.  | 1965                           |  |
| 5.  | Musulmanes                     |  |
| 6.  | Le Vétéran                     |  |
| 7.  | L’An mil                       |  |
| 8.  | Le Privilège                   |  |
| 9.  | Au nom du père                 |  |
| 10. | Les Lacs du Connemara          |  |
| 11. | Aujourd'hui peut-être          |  |
| 12. | Rappel : Les Lacs du Connemara |  |

## Crédits

### Musiciens
- Arrangements et direction d'orchestre : Roger Loubet
- Claviers : Roger Loubet et Philippe Perathoner
- Piano : Philippe Perathoner
- Batterie : Jo Hammer
- Basse : Christian Padovan
- Guitares : Slim Pezin et Jean-Jacques Cramier
- Saxophone : Michel Gaucher
- Percussions : Manuel Roche
- Chœurs : Michel Chevalier, Jean-Jacques Cramier, Debbie Davis, Beckie Bell et Yvonne Jones

### Équipe technique et production
- Prise de son : Roland Guillotel (studio mobile "Le Voyageur")
- Mixages : Roland Guillotel (mixé au Studio Guillaume Tell)
- Réalisation : Jean-Pierre Bourtayre

### Date de la tournée
Bercy, Paris, du 11 janvier au 6 février 1991
Forest National, Bruxelles, du jeudi 21 février au mercredi 27 février 1991
Bordeaux, le 7 mars 1991
Le Zénith, Montpellier, le 16 mars 1991
Lyon, le 25 mars 1991
Évry, 29 octobre 1991
Le Mans, 5 novembre 1991
Brest, 6 novembre 1991
Lorient, 7 novembre 1991
Angers, 8 novembre 1991
Angers, 9 novembre 1991
Limoges, 11 novembre 1991
Bordeaux, 12 novembre 1991
Bordeaux, 13 novembre 1991
Toulouse, 15 novembre 1991
Toulouse, 16 novembre 1991
Perpignan, 18 novembre 1991
Nîmes, 19 novembre 1991
Nîmes, 20 novembre 1991
Marseille, 22 novembre 1991
Marseille, 23 novembre 1991
Lyon, 25 novembre 1991
Lyon, 26 novembre 1991
Besançon, 27 novembre 1991
Dijon, 28 novembre 1991
Bourg-en-Bresse, 29 novembre 1991
Lausanne, 2 décembre 1991
Lausanne, 3 décembre 1991
Neuchâtel, 4 décembre 1991
Colmar, 5 décembre 1991
Strasbourg, 6 décembre 1991
Metz, 7 décembre 1991
Reims, 9 décembre 1991
Rouen, 10 décembre 1991
Chartres, 11 décembre 1991
Rennes, 12 décembre 1991
Nantes, 13 décembre 1991
Laval, 14 décembre 1991

## Vidéo
Une vidéo de ce concert réalisée par Gérard Pullicino a été filmée le même soir que l'enregistrement du disque. Elle comprend les mêmes titres que le double CD avec en plus la présentation des musiciens sur l'intro de 1965. Cette vidéo a été rééditée au format DVD en 2003 mais ne contient que 19 titres. Sur ce DVD les 6 chansons suivantes ont été supprimées : L'Award, Les Villes de solitude, Parce que c’était lui, parce que c’était moi, Les Yeux d’un animal, Minuit moins dix et L’An mil. De plus, de nombreux passages où Michel Sardou s'adresse au public ont également disparu en version DVD.

### Chapitres du DVD
| No  | Titre                          | Durée |
| --- | ------------------------------ | ----- |
| 1.  | Marie-Jeanne                   |       |
| 2.  | J’accuse                       |       |
| 3.  | En chantant                    |       |
| 4.  | La Maladie d'amour             |       |
| 5.  | Une fille aux yeux clairs      |       |
| 6.  | Comme d'habitude               |       |
| 7.  | Les Vieux mariés               |       |
| 8.  | Le France                      |       |
| 9.  | L’Autre femme                  |       |
| 10. | Les Ricains                    |       |
| 11. | Je vais t'aimer                |       |
| 12. | 1965                           |       |
| 13. | Musulmanes                     |       |
| 14. | Le Vétéran                     |       |
| 15. | Le Privilège                   |       |
| 16. | Au nom du père                 |       |
| 17. | Les Lacs du Connemara          |       |
| 18. | Aujourd’hui peut-être          |       |
| 19. | Rappel : Les Lacs du Connemara |       |